# Cauvetauropus proprius
Cauvetauropus proprius är en mångfotingart som beskrevs av Ulf Scheller 1982. Cauvetauropus proprius ingår i släktet Cauvetauropus och familjen fåfotingar. Inga underarter finns listade i Catalogue of Life.